# Mostafa Taha
Mostafa Kamel Taha Yossef El-Gamal (arabe : مصطفى كامل طه, né le 23 mars 1910 en Égypte et mort en novembre 1969) est un joueur de football international égyptien, qui évoluait au poste de milieu de terrain.

## Biographie
Il a évolué durant toute sa carrière de club dans l'équipe du Caire de Zamalek.
Avec l'équipe du sélectionneur écossais James McCrae, il participe à la coupe du monde 1934 en Italie où ils ne jouent qu'un match contre la Hongrie au 1er tour, et où ils s'inclinent 4 buts à 2.